# Pardosa birmanica
Pardosa birmanica là một loài nhện trong họ Lycosidae.
Loài này thuộc chi Pardosa. Pardosa birmanica được Eugène Simon miêu tả năm 1884.